# Antiguo
Antiguo (Spaans. Baskisch: Antigua) is een van de 17 districten van de Spaanse stad San Sebastian. Het district grenst in het noorden aan de Cantabrische Zee, ligt in het noord-oosten met het Playa de Ondarreta aan de baai La Concha, waar het aan de boulevard grenst aan het district Centro, grenst in het zuid-oosten en zuiden aan het district Aiete en grenst in het westen aan de districten Igueldo en Ibaeta. In 2020 had het district 14.546 inwoners.

## Geschiedenis
"Antiguo" betekent "oude", en de wijk heet zo omdat volgens de overlevering in deze wijk de eerste bebouwing van San Sebastian stond. Voordat de stad gevestigd werd op de plek van de huidige oude binnenstad, stond op de plek van het Palacio Miramar een klooster gewijd aan de heilige Sebastiaan. Dit klooster heeft plaats gemaakt voor de kerk San Sebastian el Antiguo oftewel "de Oude Sint Sebastiaan" die de naam aan de wijk heeft gegeven. Deze kerk is afgebroken voor de bouw van het Palacio Miramar, maar het is nog steeds de enige parochie die gewijd is aan San Sebastian.
Tot de 19e eeuw was dit een agrarisch gebied buiten de muren van de stad. In die eeuw zijn de kwelders drooggelegd waar de bodem van het dal uit bestond en kwam er dichtere bebouwing op gang. Er vestigden zich fabrieken, en de wijk ontwikkelde zich tot arbeiderswijk.

## Geografie
Het noordelijke gedeelte van het district bestaat uit de heuvel Igueldo. Ten zuiden daarvan, achter het strand Playa de Ondarreta, ligt in een dal de dichtste bebouwing van de wijk.
Aiete · Altza · Amara Berri · Antiguo · Ategorrieta-Ulia · Añorga · Centro · Egia · Gros · Ibaeta · Igeldo · Intxaurrondo · Loiola · Martutene · Miracruz-Bidebieta · Miramon-Zorroaga · Zubieta